# تاونیک
تاونیک (به صربی: Tavnik) یک منطقهٔ مسکونی در صربستان است که در کرالیفو واقع شده‌است.